# Auteuil, Neuilly, Passy
Auteuil, Neuilly, Passy (sous titré « rap BCBG ») est une chanson satirique du trio comique Les Inconnus, sortie en 1991.
La chanson, basée sur une musique hip-hop, est une parodie des chansons de rap de l’époque et qui met en scène trois jeunes adultes des beaux quartiers de Paris, se disant « révoltés » par leur milieu. Dans la chanson, les jeunes hommes empruntent le style de musique et narratif du rap émanant des quartiers défavorisés — alors qu’ils sont en réalité de jeunes adultes aisés issus des quartiers chics parisiens (quartiers d'Auteuil, de Passy) et de Neuilly-sur-Seine, ville limitrophe pareillement huppée, dont les habitants vivent dans un grand confort matériel.
Le single figure sur l'album Bouleversifiant !, qui atteindra la première place au classement français.

## Contexte et composition
Le clip a été diffusé parmi les autres sketches de l’émission La Télé des Inconnus sur Antenne 2.
Le trio Les Inconnus utilise pour cette chanson un sample du morceau Southwick de Maceo Parker sans sa permission, ce qui posera par la suite des problèmes de droit d'auteur, allant jusqu'au procès en décembre 1993.
Le titre débute également par un extrait de La Chaconne, chanson tirée du ballet L’Amour médecin de Jean-Baptiste Lully composée en 1665. À la seizième seconde de la première minute, on peut reconnaître les première notes de La Lettre à Élise de Ludwig van Beethoven, composée en 1810. Enfin, à la dernière partie du morceau, la répétition de la phrase « Nous sommes issus d'une famille qui n'a jamais souffert/Nous sommes issus d'une famille qu'on ne peut plus souffrir », est une parodie de la chanson Peuples du monde de Tonton David, sortie l'année précédente.

## Classements et ventes
La chanson est l'un des plus gros tubes de 1991 en France. Elle se classe d'entrée no 2 le 8 juin, et atteint la première place trois semaines plus tard, où elle reste pendant quatre semaines non successives. Le single restera dans le Top 10 pendant 18 semaines, et le Top 50 pendant 21 semaines.
Le single est certifié disque d'or par la SNEP. Selon Infodisc, 428 000 copies ont été vendues, ce qui en fait le 747e single le mieux vendu en France de tous les temps.
Son vidéo-clip a notamment remporté la Victoires de la musique en 1992, les deux autres clips en compétition étant Paris de Marc Lavoine (réalisé par Costa Kekemenis) et Désenchantée de Mylene Farmer (réalisé par Laurent Boutonnat).
| Pays   | Certification | Date | Ventes certifiées | Ventes physiques |
| ------ | ------------- | ---- | ----------------- | ---------------- |
| France | Disque d'or   | 1991 | 500 000           | 428 000          |